# Dalvay-by-the-Sea
Dalvay-by-the-Sea est un hôtel situé sur la côte nord de l'Île-du-Prince-Édouard dans le parc national de l'Île-du-Prince-Édouard. Il a été classé édifice fédéral du patrimoine en 1988 et désigné lieu historique national en 1990.
L'hôtel est une attraction touristique importante de l'île et il a figuré dans les divers films sur Anne... la maison aux pignons verts. Il a aussi été présenté sous le nom d'hôtel White Sands dans la série canadienne Les Contes d'Avonlea.

## Histoire
Dalvay-by-the-Sea a été construit en 1899 comme résidence d'été pour Alexander Macdonald, président de la Standard Oil of Kentucky (en).